# Noius noumeanus
Noius noumeanus is een insect uit de familie van de bruine gaasvliegen (Hemerobiidae), die tot de orde netvleugeligen (Neuroptera) behoort. 
Noius noumeanus is voor het eerst wetenschappelijk beschreven door Kimmins in 1958.